# Тонганские австралийцы
Тонганские австралийцы — австралийцы, у которых есть тонгагийские корни или которые были рождены на Тонга.

## Происхождение
Согласно переписи населения Австралии 2011 года на Тонга родилось 10 560 австралийцев. 25 096 человек заявили о своем тонганийском происхождении. В 2006 году 18 426 человек заявили о своем тонганийском происхождении.

## История
Тонга исторически была объектом политики Белой Австралии. В 1948 году Аканези Каррик, двоюродная сестра королевы Салоте, и двое её детей были депортированы из Австралии из-за их расы, несмотря на то, что она были замужем за британским подданным Стюартом Карриком. Тонганец был депортирован из Австралии в январе 1975 года, потому что он въехал в страну, «выдавая себя за маори». Десять лет спустя другой тонганец подал в суд на австралийское министерство иммиграции и по этническим вопросам за расовую дискриминацию, заявив, что министерство преследует жителей тихоокеанских островов при применении иммиграционного законодательства.

## Население
Тонганские мигранты в Австралии обычно строят свои дома в пригороде «города прибытия» на западе Сиднея. Эта модель началась в 1970-х годах, усилилась в 1980-х годах и продолжается по сей день. По состоянию на 2011 год более 60 % австралийцев, родившихся в Тонге, живут в штате Новый Южный Уэльс.
Австралийская перепись 2006 года показала, что большинство тонганских австралийцев (4920 человек) живут в Новом Южном Уэльсе. За ним следуют Виктория (с 1190 людьми) и Квинсленд (1090).
Несмотря на то, что австралийцев тонганского происхождения сравнительно немного, тонганские австралийцы преуспели в футбольных кодексах Лиги регби и Союза регби, о чём свидетельствует список известных тонганских австралийцев, которые включают:
- Исраэль Фолау, футболист, представляющий Австралийскую международную лигу по регби, а в последнее время новообращенный в Союзе регби и представитель австралийского международного союза регби.
- Горден Таллис, бывший капитан Брисбен Бронкос, а также представитель штата Квинсленд в Австралии и представитель Австралии в регби
- Вилиами Офенгауэ, известный как Вилли О, бывший «номер восемь» сборной Австралии по регби и ресивер, в позиции которого регбист появился 41 раз в составе сборной команды страны в период между 1990 и 1998 годами, включая чемпионаты мира 1991 и 1995 годов.